# Love (cançó de 1973)
«Love» és una cançó de la pel·lícula de Walt Disney Robin Hood, amb lletra i música elaborada per Floyd Huddleston i George Bruns, i interpretada per l'esposa de Huddleston d'aquell moment, Nancy Adams, veu cantant de Lady Marian a la pel·lícula.
La cançó va ser nominada a l'Oscar a la millor cançó original l'any 1973, però fou «The Way We Were» de la pel·lícula homònima qui finalment va obtenir l'estatueta de l'Acadèmia.
També es va utilitzar la cançó a la banda sonora de la pel·lícula de 2009 Fantastic Mr. Fox, dirigida per Wes Anderson.